# Станкевитц, Даглас
Даглас Рэй Станке́витц (англ. Douglas Ray Stankewitz; 31 мая 1958, округ Фресно, Калифорния) — американский убийца. Получил известность после того, как в октябре 1978 года был приговорен к смертной казни за совершение убийства 22-летней Терезы Грейбил, став первым преступником начиная с 1972 года, приговоренным к смертной казни в штате Калифорния с момента отмены моратория на вынесение смертных приговоров в 1976 году, но так и не дождавшимся исполнения своего приговора. В апреле 2019 года его приговор был отменен и ему было назначено уголовное наказание в виде пожизненного лишения свободы без права на условно-досрочное освобождение. За месяц до этих событий, губернатор штата Калифорния Гэвин Ньюсом подписал указ о введении моратория на исполнение смертных приговоров в штате, тем самым сделав Дагласа Станкевитца заключенным, который провел в смертной камере более 40 лет, наибольшее количество лет среди других заключенных, приговоренных к аналогичному наказанию в истории штата Калифорния, которые так и не дождались исполнения своего приговора. Виновность Станкевитца подвергается сомнению и многими оспаривается. Сам Даглас Станкевитц свою вину не признал и более 46 лет, находясь в заключении настаивает на своей невиновности

## Биография
Даглас Станкевитц родился 31 мая 1958 года на территории небольшой индейской резервации под названием «Big Sandy Rancheria», которая управлялась представителями индейского племени Моно. Резервация находилась на территории округа Фресно, (штат Калифорния), но через несколько месяцев после рождения Дагласа, она была ликвидирована в результате национальной политики по ассимиляции индейцев. Родители Дагласа поженились 18 января 1955 года, после чего за последующие 11 лет в семье родилось 9 детей. Даглас был шестым ребёнком. Его мать Мэрион Сэмпл Станкевиц была представителем племени Моно, а отец Уильям Станкевитц — потомком польских эмигрантов.
Детство Даглас провёл в социально-неблагополучной обстановке, так как семья испытывала материальные трудности и проживала в доме, где не было электричества и водопровода. Родители Дагласа страдали алкогольной зависимостью и вели криминальный образ жизни. У его матери с раннего детства были выявлены признаки умственной отсталости, а отец неоднократно сталкивался с уголовной ответственностью. В разные годы Уильям Станкевитц входил в одну из банд мотоциклистов и подвергался арестам за совершение таких преступлений как нападение, грабёж, уклонение от выплаты алиментов, ненадлежащее исполнение родительских обязанностей, вождение в нетрезвом виде, мошенничество, нарушение общественного порядка и содействие правонарушениям несовершеннолетних. Во время беременности мать Дагласа была замечена в употреблении спиртных напитков, а его отец находился в тюрьме по обвинению в избиении матери Дагласа. После рождения Дагласа оба родителя, а также старшие братья постоянно подвергали его физическим нападкам и избиению, благодаря чему до своего первого дня рождения Станкевитц трижды попадал в отделение неотложной помощи. В 1964 году он ещё дважды подвергался сильному избиению со стороны своей матери, вследствие чего его мать была привлечена к уголовной ответственности за ненадлежащее исполнение родительских обязанностей, а Даглас и восемь его братьев и сестёр были распределены в приёмные семьи.
Начиная с этого времени, Даглас Станкевитц далее почти не поддерживал отношений со своими родителями, проведя за последующие 14 лет с матерью в общей сложности не более семи месяцев, а с отцом менее трёх недель. В 1964 году у 6-летнего Станкевитца были выявлены признаки психического расстройства, благодаря чему после нескольких попыток определения в приёмные семьи, в марте 1965 года он был помещён в психиатрическую клинику «Napa State Psychiatric Hospital», где провёл девять месяцев до декабря того же года. В этот период на основании тестов у Станкевитца был выявлен порог коэффициента интеллекта в 85 баллов. Пройдя курс лечения, Станкевитц был определён в приёмную семью и переехал в город Себастопол, где начал посещать начальную школу. В приёмной семье он провёл более 4 лет, однако в феврале 1970 года его приёмные родители отказались от него вследствие того, что Даглас стал демонстрировать девиантное поведение, был замечен в токсикомании, употреблении алкогольных и наркотических веществ.
Он вернулся домой к матери, но вскоре вступил с ней и остальными родственниками в социальный конфликт, вследствие чего начал вести бродяжнический образ жизни и ушёл из дома.
30 апреля 1970 года он был арестован со своим братом на одной из детских площадок после того, как они были замечены в сексуальных домогательствах по отношению к девочкам, после чего он был помещён в одну из воспитательных колоний. Во время судебно-психиатрической экспертизы у него были выявлены признаки эмоционально неустойчивого расстройства личности. В ноябре того же года он был переведён на облегчённые условия содержании при условии, что он обязуется посещать школу «Awhanee Middle School».
Однако в апреле 1971 года он сбежал из колонии и вернулся домой к матери, где прожил несколько дней, после чего снова был возвращён на территорию учреждения. В июне того же года он был освобождён и нашёл жильё у своей тёти, где провёл два месяца.
С октября 1971 года по февраль 1972 года Станкевитц еще несколько раз подвергался арестам за различные правонарушения и провёл несколько месяцев в стенах воспитательной колонии.
В феврале 1972 года он провёл около трёх недель со своим отцом, в течение которых снова стал злоупотреблять наркотическими средствами и был арестован за соучастие в нападении. Следующие 11 месяцев он снова провёл в учреждении для несовершеннолетних преступников, где характеризовался крайне отрицательно за проявление агрессивного поведения.
В начале 1973 года он вышел на свободу и вернулся в дом своей тети. В апреле того же года Станкевитц, его младший брат Джонни и их друг Эдди Дэвис совершили нападение на 70-летнего Джорджа Кея, в ходе которого избили его и угнали его автомобиль, который вскоре был обнаружен дорожной полицией. Во время полицейской погони выстрелом из автомобиля был ранен в голову офицер полиции Стивен Рид, после чего автомобиль преступников был остановлен. Станкевитц и его сообщники оказали сопротивление при аресте, в ходе которого Эдди Дэвис был убит, а братья арестованы. Во время расследования Станкевитц и его брат заявили, что выстрел в офицера полиции был совершён Дэвисом, хотя ряд улик указывали на то, что стрелком был кто-то из братьев.
После ареста Даглас были осуждён и этапирован в учреждение для несовершеннолетних преступников, расположенном в городе Стоктон, где он находился до февраля 1977 года. Во время отбывания наказания Станкевитц окончил школу и получил аттестат об окончании среднего образования. В этот же период он проявлял антисоциальное поведение, подвергал физическим нападкам других заключённых, был подвержен суицидальной идеации. В сентябре 1976 года после обращения за помощью был он подвергнут судебно-психиатрической экспертизе, по результатам которой у него было выявлено диссоциальное расстройство личности.
После освобождения в апреле 1977 года Даглас Станкевитц совместно с другом после ссоры с полицейским вступил в ним в драку, в результате чего был снова арестован. 2 июня того же года он был признан виновным по инкриминируемым ему обвинениям и получил в качестве наказания 1 год лишения свободы, которое он отбывал в окружной тюрьме, расположенной в городе Сакраменто.
14 января 1978 года, получив условно-досрочное освобождение, Станкевитц вышел на свободу, после чего в очередной раз вернулся домой к матери. В последующий месяц Даглас Станкевитц вел маргинальный образ жизни, был замечен в употреблении алкогольных напитков и больших доз таких наркотиков, как марихуана, героин и метамфетамин.

## Убийство Терезы Грейбил
Вечером 7 февраля 1978 года Даглас Станкевитц покинул Сакраменто и направился во Фресно вместе со своей матерью, братом Роджером, пожилым человеком по имени Джей Си и тремя друзьями: 19-летней Тиной Топпинг, 22-летним Мэрлином Льюисом и 14-летним Билли Брауном. Они появились в городе Мантека около часа ночи 8 февраля и остановились в магазине «7-Eleven» с целью покупки машинного масла. В это время вся компания была задержана полицией по подозрению в угоне автомобиля и доставлена в местный полицейский участок. После нескольких часов, в течение которых полиция не смогла подтвердить статус автомобиля, Станкевитцу и его спутникам было объявлено, что они могут уйти без автомобиля. Покинув полицейский участок, они добрались до местного автовокзала, который был закрыт, вследствие чего компания провела несколько часов в круглосуточном магазине, расположенном рядом с автовокзалом. В это время Станкевитц отлучился на несколько минут, по прошествии которых вернулся с пистолетом, который он отдал Тине Топпинг. Утром 8 февраля Станкевитц, Льюис, Браун и Топпинг с помощью автостопа добрались до города Модесто, в то время как его мать, брат и Джей Си отправились на автовокзал. В течение последующих нескольких часов компания молодых людей совершила несколько попыток уехать из Модесто с помощью автостопа, после чего позвонили ряду знакомых с просьбой о помощи, но все попытки оказались безуспешными. Вечером 8 февраля все четверо пошли в ближайший магазин «Kmart», на парковке которого Даглас Станкевитц провел осмотр автомобилей в поисках незапертой машины с целью угона, но его действия также не увенчались успехом. После этого его друзья предложили проследить за покупателями магазина до их автомобиля и совершить угон. Около 17:00 из магазина вышла 22-летняя Тереза Грейбил в сопровождении Станкевитца, Льюиса и Топпинг. Когда Грейбил попыталась сесть в автомобиль, на неё было совершено нападение, в ходе которого преступники захватили контроль над автомобилем и, угрожая ей ножом и пистолетом, взяли её в заложники. Преступники отправились в город Фресно. Во время поездки Мэрлин Льюис и Тина Топпинг ограбили Терезу Грейбил, присвоив себе часть её денег и наручные часы. Оказавшись во Фресно, по просьбе Тины Топпинг преступники добрались до одного из местных баров под названием «Joy and Joy», где к ним присоединилась подруга Тины — 25-летняя Кристина Менчакка, которая предложила молодым людям отправиться в отель «Олимпик» для покупки наркотических средств. Доехав до отеля, Топпинг, Менчакка и Станкевитц покинули автомобиль и вошли в здание отеля, откуда вернулись через несколько минут в состоянии наркотического опьянения. После возвращения в машину Станкевитц и Тина Топпинг, удерживая в заложниках Терезу Грейбил, приняли решение отправиться в другой район города с целью покупки партии героина у наркоторговца, который был знакомым Тины Топпинг. Недалеко от дома наркоторговца в целях конфиденциальности Топпинг приказала остальным выйти из машины и подождать, после чего Станкевитц, Тереза Грейбил, Билли Браун и Мэрлин Льюис вышли из машины. В этот момент Браун отделился от группы. В этот момент, по версии следствия, Даглас Станкевитц застрелил Терезу Грейбил выстрелом в голову с расстояния 40 см. По версии следствия и согласно свидетельствам Брауна, после совершения убийства все трое вернулись в машину, после чего Льюис и Станкевитц начали обсуждать подробности убийства. Купив героин, Кристина Менчакка предложила членам компании пойти в бар под названием «Seven Seas», где она совместно с Льюисом попыталась продать часы жертвы. Пока они находились в баре, к автомобилю, где находился Станкевитц, подошли офицеры полиции с целью проверки документов. Когда Менчакка и Льюис вернулись из бара, Станкевитц отправился домой, где встретил свою мать. В доме он узнал, что мать Билли Брауна разыскивает сына, после чего он отвёз его домой. Оказавшись в доме, Браун разрыдался и рассказал матери об убийстве Терезы Грейбил, после чего его мать заявила в полицию. В 11 часов вечера 8 февраля 1978 года на основании показаний Брауна полиция арестовала Станкевитца, Льюса и Тину Топпинг, которые по-прежнему находились внутри салона автомобиля Грейбил возле отеля «Олимпик». Во время осмотра салона был обнаружен пистолет, который послужил орудием убийства, и куртка Кристины Менчакка, в которой находились наручные часы убитой девушки, на основании чего Кристина Менчакка впоследствии также была арестована.

## Суд
Судебный процесс открылся в августе 1978 года. На судебных заседаниях Станкевитц демонстрировал агрессивное поведение. Он неоднократно угрожал расправой судье Роберту Мартину, членам его семьи, членам жюри присяжных заседателей и Билли Брауну, который выступил в суде в качестве основного свидетеля обвинения. Станкевитц не признал вину в совершении убийства, но на одном из судебных заседаний заявил, что не имеет сомнений в том, что будет осужден. 6 сентября того же года Станкевиц совершил побег из камеры предварительного заключения на шестом этаже здания суда при невыясненных обстоятельствах. Во время расследования инцидента было установлено, что Станкевиц был помещен без наручников в камеру предварительного заключения судебным приставом, который затем пошел в другой зал суда. Когда он вернулся через 20 минут, Дагласа в камере уже не было, но замок на дверях его камеры не имел никаких признаков взлома.
Через два дня после побега Даглас Станкевитц был арестован на улицах Фресно и возвращен в окружную тюрьму, после чего все его передвижения в дальнейшем сопровождались с применением наручников и других средств ограничения свободы действий. 15 сентября 1978 года он был признан виновным в убийстве Терезы Грейбил. Прокуратура требовала для него уголовного наказания в виде смертной казни, отметив, что его родители и 6 братьев также в разные годы были осуждены за совершение тяжких преступлений и он не заслуживает снисхождения. В то время как его адвокат требовал проявления к нему снисхождения и приговорить его к пожизненному лишению свободы на основании того, что он подвергался издевательствам в детстве, что привело в итоге к психическим, эмоциональным и поведенческим проблемам. Несмотря на это, 28 сентября того же года Станкевитц был приговорен к смертной казни. Мэрлин Льюис и остальные участники убийства были также осуждены по различным обвинениям во время раздельных судебных процессов. Билли Браун из-за сотрудничества со следствием получил иммунитет от судебного преследования и осужден не был.

## В заключении
После суда, Даглас Станкевитц был этапирован в камеру смертников тюрьмы Сан-Квентин, став первым ее обитателем с момента отмены моратория на вынесение смертных приговоров в 1976 году.
В годы заключения он совершил несколько серьезных правонарушений: в начале 1980-х Даглас Станкевитц совершил нападение на другого заключенного по имени Карл Хоган, которому нанес ножевое ранение в область шеи. 2 марта 1982 года Станкевиц напал на охранников, которые пытались заставить его прекратить разговаривать с другим заключенным; 13 декабря 1980 года Станкевитц бросил лампочку в лицо одному из охранников, в результате чего он получил колото-резаные раны лица; 28 января 1982 года в камере смертников тюрьмы Сан-Квентин совместно с другими заключёнными совершил нападение вступил в драку с другим заключённым, в результате чего тот получил химические ожоги лица. После этих инцидентов Станкевитц был признан элементом, представляющими социальную опасность, вследствие чего он был изолирован от основной массы осуждённых к смертной казни и провел около 20 лет в одиночном заключении с ограничением в передвижениях по территории тюрьмы.
В этот период, по невероятному стечению обстоятельств, в камере смертников тюрьмы Сан-Квентин оказался двоюродный брат Дагласа - 37--летний Лэрд Джин Станкевитц, который был приговорен к смертной казни в 1981 году за убийство Ричарда Баррелла в ноябре 1980 года, после того как Баррелл и Скотт Уиллан обнаружили Лэрда Станкевитца в Сьерра-Неваде после совершения его побега из окружной тюрьмы Sacramento County Jail. Впоследствии, Лэйрд Станкевитц в ноябре 1985 года добился отмены смертного приговора и покинул камеру смертников тюрьмы Сан-Квентин.
В 1982 году он подал апелляцию, которая была удовлетворена в августе того же года. Его смертный приговор был отменен, и ему было назначено новое судебное разбирательство на основании того, что адвокат, предоставленный ему государством, в полной мере не выполнил надлежащим образом свои обязанности, в том числе не подал ходатайство о проведение судебно-медицинской экспертизы Станкевитца на предмет установления его вменяемости и компетентности для того, чтобы предстать перед судом.
Однако на повторном судебном разбирательстве Станкевитц обвинил своего защитника, предоставленного государством, в сговоре с прокуратурой округа Фресно и заявил о желании самому представлять свои права в суде. В соответствии с законодательством он был обязан пройти судебно-медицинскую экспертизу для установления степени его компетентности, однако он отказался общаться ни с одним из назначенных судом психиатров и потребовал от государства другого адвоката. Ему был назначен адвокат под именем Хьюго Гудвин, который не предоставил на суде никакой защиты, а пытался убедить присяжных заседателей в том, что криминальный образ жизни Станкевитц вёл вследствие атеизма и нерелигиозности. В конечном итоге Даглас Станкевиц был осуждён и повторно приговорён к смертной казни. Находясь в заключении, в 1988 году Станкевитц женился. Свадьба состоялась в комнате свиданий на территории тюрьмы Сан-Квентин. В 1990 году его адвокаты составили 73-страничный документ и подали ещё одну апелляцию на отмену смертного приговора и назначение нового судебного разбирательства на основании того, что показания Билли Брауна в силу его несовершеннолетия и гражданской недееспособности следует подвергать сомнению в качестве доказательной базы обвинения, однако апелляционный суд постановил, что доказательств оказания на мальчика морального давления выявлено не было, и его показания не подвергаются сомнениям, вследствие чего апелляция была отклонена. В 1991 году была назначена дата казни Дагласа Станкевитца, которая должна была состояться в ноябре того же года, но за неделю до исполнения смертного приговора Станкевитц нанял адвоката, который подал новую апелляцию на основании того, что Станкевитц не получил справедливого суда, и судебное разбирательство должно было быть перенесено из округа Фресно на территорию другого округа штата, так как во Фресно имелись случаи предвзятого отношения к американцам индейского происхождения, вследствие чего дата исполнение его смертного приговора была отсрочена.
В сентябре 1993 года в офис окружного прокурора округа Фресно обратился Билли Браун, который заявил что во время судебного процесса 1978 года находился под давлением следствия и дал ложные показания, оговорив Дагласа Станкевитца. Браун отказался от своих первоначальных показаний и предоставил в письменном виде другие свидетельские показания, согласно которым в момент убийства Терезы Грейбил рядом с ней находились Станкевитц и Мэрлин Льюис, но он не видел момент убийства и не знает, кто на самом деле был настоящим убийцей девушки.
На основании заявления Брауна, в последующие годы Даглас Станкевитц привлек внимание различных общественных организаций, защищающих права американских индейцев. В 2000 году уголовное дело Станкевитца изучила Лора Васс, директор правозащитной организации «Движение американских индейцев». В 2001 году она заявила что Мэрлин Льюис признался ей за несколько дней до своей смерти — в декабре 2000 года в том, что именно он несёт ответственность за смерть Терезы Грейбил. После обнародования этих фактов, Станкевитц в течение последующих лет стал заявлять о своей невиновности, однако он не смог найти денег для оплаты услуг адвоката, который бы получил полный доступ к его уголовному делу для того чтобы доказать его невиновность, благодаря чему он был вынужден сотрудничать с юристами, которые соглашались подать апелляционный документ только с целью изменить его смертный приговор на уголовное наказание в виде пожизненного лишения свободы без права на условно-досрочное освобождение.
В феврале 2006 года Апелляционный суд девятого округа США постановил, что казнь путем смертельной инъекции может быть проведена только медицинским специалистом, имеющим лицензию для осуществления ввода внутривенных препаратов. Дело привело к фактическому мораторию на смертную казнь в Калифорнии, поскольку штат не смог получить услуги лицензированного медицинского специалиста для выполнения казни. После этого Даглас Станкевитц подал очередную апелляцию, апеллируя на том факте, что на предыдущих судебных процессах он не получил эффективной помощи от Хью Гудвина, который не предоставил доказательств, смягчающих уголовное наказание. Также он предоставил показания Билли Брауна о невиновности Станкевитца, которые он дал в 1993 году и показания свидетелей, которым Мэрлин Льюис признался в совершении Терезы Грейбил. Сам Станкевитц заявил, что в действительности его никогда не было на месте убийства, так как, по его собственному признанию, после принятия наркотической дозы героина он почувствовал симптомы передозировки и отправился прогуляться в китайский квартал Фресно, в то время как вся остальная компания отправилась к дому наркоторговца за новой партией, где было совершено убийство. Так как на тот момент, Гудвин, Браун и Льюис уже были мертвы, апелляция была удовлетворена в 2012 году. Смертный приговор Дагласа Станкевитца был отменен, после чего ему было назначено третье судебное разбирательство.
.
В том же году Станкевитц покинул тюрьму Сан-Квентин и был этапирован для суда в окружную тюрьму города Фресно, однако в сентябре 2013 года его адвокат подал ходатайство о переносе судебного разбирательства на 2015 год из-за нехватки времени для подготовки, так как к тому времени уголовное дело Станкевитца насчитывало уже несколько тысяч страниц полицейских отчётов, свидетельских показаний и других документов.
Но в связи с референдумом, который состоялся 8 ноября 2016 года, на котором жителям штата Калифорния было предложено проголосовать за отмену смертной казни и заменой ее на уголовное наказание в виде пожизненного лишения свободы без права на условно-досрочного освобождение, судебное разбирательство было отложено на неопределенный срок.
Судебный процесс открылся лишь в начале 2019 года. В марте того же года губернатор штата Гэвин Ньюсом подписал указ о введении моратория на исполнения смертных приговоров в штате Калифорния. На тот момент в камере смертников тюрьмы Сан-Квентин находилось 737 осужденных, из которых наибольшее количество лет в ожидании казни провёл именно Даглас Станкевитц.
На основании предоставленных доказательств, свидетельствующих о том что Даглас Станкевитц подвергался издевательствам в детстве, страдал пограничной умственной отсталостью и серьёзной дисфункцией головного мозга, которая предположительно стала следствием алкогольного синдрома плода во время беременности его матери, прокуратура округа Фресно объявила, что не будет добиваться третьего по счёту приговора в виде смертной казни, и рекомендовала приговорить его к пожизненному лишению свободы, так как этот приговор будет справедливым в деле осуждения Станкевица. На основании этого 3 мая того же года Станкевитц был приговорён к пожизненному лишению свободы без права на условно-досрочное освобождение. В этот же период команда адвокатов, связанная с правозащитными организациями на добровольной основе занялась изучением материалов уголовного дела Дагласа Станкевитца и впервые за несколько десятилетий получила к нему полный доступ. В ходе изучения, которое продолжалось 17 месяцев были обнаружены новые доказательства, которые обвинение скрыло в ходе предыдущих судебных процессов. Такие доказательства указывали на возможность вынесения неправомерного приговора. Так из материалов уголовного дела стало известно, что во время ареста Станкевитца и его сообщников 8 февраля 1978 года было обнаружено орудие убийства. Однако пистолет, предоставленный прокуратурой в виде орудия убийства и фигурировавший на судебном процессе как важная улика — согласно полицейским отчётам использовался в преступлении, которое было совершено в 1973 году, и должен был всё это время находиться под стражей. На основании этого факта адвокаты Станкевитца заявили, что оружие было подброшено сотрудниками правоохранительных органов с целью предъявить обвинение Дагласу Станкевитцу, в то время как пистолет, с помощью которого в действительности была убита Тереза Грейбил, во время ареста Станкевитца в салоне автомобиля найден не был. Кроме этого, из материалов уголовного дела стало известно, что в качестве одной из улик фигурировала куртка Мэрлина Льюиса, на котором после его ареста были обнаружены пятна крови, которые по мнению следствия принадлежали жертве. В отчёте, объясняющем цель сбора доказательств было указано что куртка была изъята из набора улик детективом по имени Аллен Будро, который по неустановленным причинам её не вернул, после чего её дальнейшая судьба осталась неизвестной. По мнению команды защиты Станкевитца, куртка была намеренно изъята по причине того, что доказывала причастность Льюиса к убийству Терезы Грейбил и доказывала невиновность Станкевитца. Кроме куртки, из набора улик пропала пуля, извлечённая из тела жертвы, протоколы допросов всех обвиняемых, сделанные на следующий день после совершения убийства. Показания Билли Брауна, которые имели большую значимость в деле осуждения Станкевитца противоречили выводам судебно-криминалистических экспертиз. Так Браун утверждал, что Станкевиц выстрелил Грейбил в затылок, однако криминалисты установили что Тереза Грейбил была убита выстрелом в височную область головы. Пуля попала в жертву под углом 10° снизу вверх, что означало, что стрелок должен должен был быть ниже или почти такого же роста, как Тереза Грейбил, рост которой составлял 157 см. Рост Дагласа Станкевица составлял 184 см, после чего эксперты-криминалисты исключили его из числа подозреваемых. Согласно результатам судебно-криминалистической экспертизы, вероятным убийцей девушки являлся Мэрлин Льюис, рост которого составлял 160 см. На основании этих фактов, адвокаты Станкевитца в ноябре 2020 года составили новый апелляционный документ и подали апелляцию на отмену обвинительного приговора с целью доказать его полную невиновность в совершении убийства.
В 2022 году апелляция была удовлетворена. Апелляционный суд 5-го округа отменил обвинительный приговор Станкевитцу, после чего ему было назначено новое судебное разбирательство, которое должно состояться 20 января 2023 года. Адвокаты Дагласа Станкевица заявили о существовании высокой вероятности того, что на основании  доказательств,  которые подвергают сомнению виновность Дагласа в совершении убийства, в ходе нового судебного разбирательства он может быть признан невиновным и освобождён в зале суда, может заключить соглашение о признании вины, в ходе которого ему будет назначено уголовное наказание в виде лишения свободы на тот срок, который он провел в заключении с момента ареста в 1978 году, вследствие чего после вынесения приговора может быть освобожден в зале суда. По версии команды защитников Станкевитца, ввиду доказательств о непричастности Станкевитца к совершению убийства, в случае признания вины Станкевитца суд может назначить ему максимальное уголовное наказание в виде пожизненного лишения свободы с правом на условно-досрочное освобождения. По словам Александры Кок, члена команды юристов Станкевитца, даже в том случае, если Даглас будет снова признан виновным в совершении убийства Терезы Грейбил, он, скорее всего, получит условно-досрочное освобождение и выйдет на свободу, так как ввиду доказательств о его непричастности совершении убийства, ему будет назначено максимальное уголовное наказание в виде пожизненного лишения свободы с правом на условно-досрочное освобождения, ходатайство о котором будет автоматически удовлетворено, так как Станкевитц провел в тюремном заключении более 44 лет.
Судебный процесс открылся 20 января 2023 года. Выслушав доводы адвокатов Станкевитца, суд удовлетворил ходатайство о проведении ряда независимых криминалистических экспертиз пуль и гильз пистолета, который по версии следствия являлся орудием убийства Терезы Грейбил. Адвокаты Станкевитца утверждали, что пистолет был подброшен в машину Грейбил сотрудниками правоохранительных органов в после его ареста.  
Джеймс Ардаиз, судья в отставке, который во время совершения убийства Терезы Грейбил в 1978 году являлся окружным прокурором округа Фресно отверг результаты теста и заявил о том, орудие убийства не могло быть подброшено, так как в результате осмотра автомобиля Терезы Грейбил было обнаружено орудие убийства, которое было использовано на судебном процессе вместе с гильзой 25-го калибра и магазином, содержащих два патрона 25-го калибра, однако его доводы противоречили выводам экспертизы. Результаты криминалистической экспертизы, проведенной в марте того же года организацией «Forensic Analytical Crime Lab», расположенной в городе Сан-Франциско, показали что серийный номер пистолета, выгравированный на нем и его кобуре доказывает то, что он начиная с 1973 года действительно находился на складе с вещественными доказательствами и никак не мог оказаться у Дагласа Станкевитца, так как доступ к складу имели только сотрудники правоохранительных органов округа Фресно, а записей о том, что улика была утеряна или пропала, найдено не было. Адвокаты Дагласа Станкевитца предоставили протоколы свидетельских показаний сообщников Станкевитца, которые свидетельствовали о том, что пистолет был всего один и находился у матери Дагласа, которая передала его ему за день до убийства Терезы Грейбил, однако после совершения убийства Станкевитц и его сообщники избавились от орудия пистолета, вследствие чего оно никогда не было найдено. Помимо этого, защита Станкевитца предоставило данные о том, что следствие по его делу  было проведено небрежно с многочисленными нарушениями. Следователи никогда не проверяли автомобиль Терезы Грейбил  на наличие пятен крови, остатков пороха или наличии пуль, которые могли быть оставлены настоящим убийцей девушки. Эти криминалистические экспертизы  были стандартной процедурой и на тот момент могли оправдать Станкевитца, но автомобиль жертвы был возвращен членам ее семьи семье 10 февраля 1978 года, через 2 дня после совершения преступления, не предоставив тогдашнему адвокату Дагласа Станкевитца возможности осмотреть его и использовать в качестве вещественного доказательства. Очередное судебное слушание состоялось 4 мая 2023 года.
В течение лета и осени 2023 года во время судебных заседаний судья Арлан Харрелл изучив материалы, предоставленные адвокатами Станкевитца - заявил о высокой вероятности судебной ошибки, после чего заявил  обязал прокуратуру округа Фресно осенью 2023 года снять все обвинения с Дагласа Станкевитца и освободить его в зале суда, либо предъявить иные доказательства его виновности.
Судебное разбирательство открылось в январе 2024 года в зале Верховного суда округа Фресно. Во время 7 судебных заседаний команда адвокатов Станкевитца вызвала 20 свидетелей и представила более 20 вещественных доказательств в пользу неправомерного осуждения Станкевитца. Обвинение не вызвало ни одного свидетеля и не смогло опровергнуть теорию о подброшенном оружии Станкевитцу в 1978 году. Окружной прокурор округа Фресно в свою очередь не смог опровергнуть показания свидетелей защиты о неэффективной помощи адвоката Станкевитцу на его судебном процессе в 1978 году, а также неспособность прокуратуры округа Фресно в 1978 году обеспечить наличие вещественных доказательств виновности Станкевитца. 76-летний Джеймс Ардаиз, который в 1978 году поддерживал обвинение на судебном процессе Дагласа Станкевитца, в 2024 году выразил возмущение стратегией защиты адвкатов Станкевитца. Он заявил, что расследование и суд в 1978 году прошли без фальсификаций вещественных доказательств и вина Станкевитца была доказана в полном объеме. В марте 2024 года на очередных слушаниях были предоставлены доказательства того, что Джеймс Ардаиз пытался получить доступ к материалам уголовного дела. Один из сотрудников офиса окружного прокурора округа Фресно свидетельствовал, что бывший шериф Маргарет Мимс предоставляла материалы уголовного дела Джейму Ардаизу, в то время как она утверждала о том, что у нее не было доступа к материалам дела. Ее свидетельства были опровергнуты наличием переписки в интернете между ней и Ардаизом, датированной 2021 годом. Бывший окружной прокурор округа Фресно Уоррен Робинсон, который поддерживал обвинение по делу Станкевитца на втором его судебном процессе в 1983 году, заявил на слушаниях, что  Ардаиз связался с ним в 2023 году, также пытаясь получить доступ к уголовному делу Станкевитца. Робинсон утверждал, что Ардаиз обсуждал с ним доказательства виновности Станкевитца, а также причины по которым предполагаемое орудие убийства - пистолет не было протестировано. Ознакомившись с показаниями свидетелей, судья Аллан Харрелл назначил проведение очередных слушаний на 31 мая 2024 года.
В конечном итоге 24 декабря 2024 года Аллан Харрелл отклонил ходатайство Станкевитца. В своем 173-страничном постановлении он заявил, что Станкевитц и его  команда адвокатов не доказали ни одно из своих утверждений, вследствие чего приговор Станкевитцу остался прежним и он остался в тюрьме. После этого Даглас Станкевиц был переведен в тюрьму «California Men's Colony», расположенную недалеко от города Сан-Луис-Обиспо.
В 2025 году адвокат Станкевитца Александра Кок подала апелляцию на решение Аллана Харрелла в пятый окружной апелляционный суд, который, изучив документ, отменил постановление Харрелла и постановил, что Станкевитц имеет право на пересмотр приговора. В своем постановлении судья пятого окружного апелляционного выразил удивление решением Аллана Харрелала об отклонении ходатайства Станкевитца о пересмотре приговора в 2024 году, так как сотрудники офиса шерифа и представители прокуратуры округа Фресно на слушаниях дали противоречивые или ложные показания, а окружной прокурор не привел свидетелей, чтобы оспорить аргументы адвокатов Станкевитца. Пятый окружной апелляционный суд не выявил ни единой причины для отклонения ходатайства Станкевитца о пересмотре приговора. Адвокат Станкевитца Александра Кок в это же время заявила о том, что Даглас Станкевитц стал жертвой политической целесообразности в результате сговора представителей прокуратуры, судебной системы и администрации штата Калифорния, которая создает препятствия для освобождения Станкевитца и подачи последующих возможных судебных исков с его стороны о возмещении морального ущерба. По мнению Александры Кок, 66-летний Станкевитц имеет проблемы со здоровьем и Аллан Харрелл, принимая в декабре 2024 года решение об отказе в пересмотре приговора Станкевитца будучи в сговоре сознательно пошел на должностное преступление, безонсновательно поддержав сторону обвинения, так как им выгодно, чтобы Станкевитц умер в тюрьме.